# Kazumasa Kawano
Kazumasa Kawano (jap. 河野 和正 Kawano Kazumasa; ur. 7 listopada 1970) – japoński piłkarz występujący na pozycji bramkarza.

## Kariera klubowa
Od 1989 do 2002 roku występował w klubach Sanfrecce Hiroszima, Nagoya Grampus Eight, Yokohama Marinos i Cerezo Osaka.